# Serhí Lahkuti
Serhí Lahkuti (en ucrainès Сергій Лагкуті; Simferòpol, 24 d'abril de 1985) és un ciclista ucraïnès, que milita a l'equip Kolss Cycling Team. Combina la carretera amb el ciclisme en pista. El 2015 es proclamà campió nacional en contrarellotge.

## Palmarès en ruta
- 2007
  - 1r a la Polònia-Ucraïna i vencedor d'una etapa
- 2009
  - Vencedor d'una etapa a la Volta a Bulgària
- 2010
  - Vencedor d'una etapa al Bałtyk-Karkonosze Tour
- 2012
  - Vencedor d'una etapa a la Volta a Bulgària
- 2014
  - Vencedor d'una etapa a la Volta al llac Qinghai
- 2015
  -  Campió d'Ucraïna en contrarellotge
  - 1r a la Moscow Cup
  - 1r a la Horizon Park Race for Peace
- 2016
  - 1r al Tour d'Ucraïna i vencedor d'una etapa
  - 1r a la Volta al llac Qinghai i vencedor d'una etapa
- 2017
  - 1r al Tour de Ribas
  - 1r a la Volta a Bulgària (nord) i vencedor d'una etapa